# 沙上駅
沙上駅（ササンえき）は、大韓民国釜山広域市沙上区掛法洞にある、釜山交通公社と釜山-金海軽電鉄の駅。
釜山交通公社の2号線から釜山-金海軽電鉄が分岐しており、両線の接続駅となっている。ただし釜山交通公社と釜山-金海軽電鉄の連絡は、約5分ほど改札外の連絡通路を歩く。このため、一回用切符を利用する際は乗換え割引ができない。両事業者共に「西部ターミナル」を副駅名とする。駅番号は2号線が「227」、釜山-金海軽電鉄が「1」。

## 歴史
- 1999年6月30日 - 2号線開通に伴い開業。
- 2011年9月16日 - 釜山-金海軽電鉄が開業し、接続駅となる

## 駅構造

### 釜山交通公社
相対式ホーム2面2線の地下駅。フルスクリーンタイプのホームドアが設置されている。出入口は6箇所に設けられている。

#### のりば

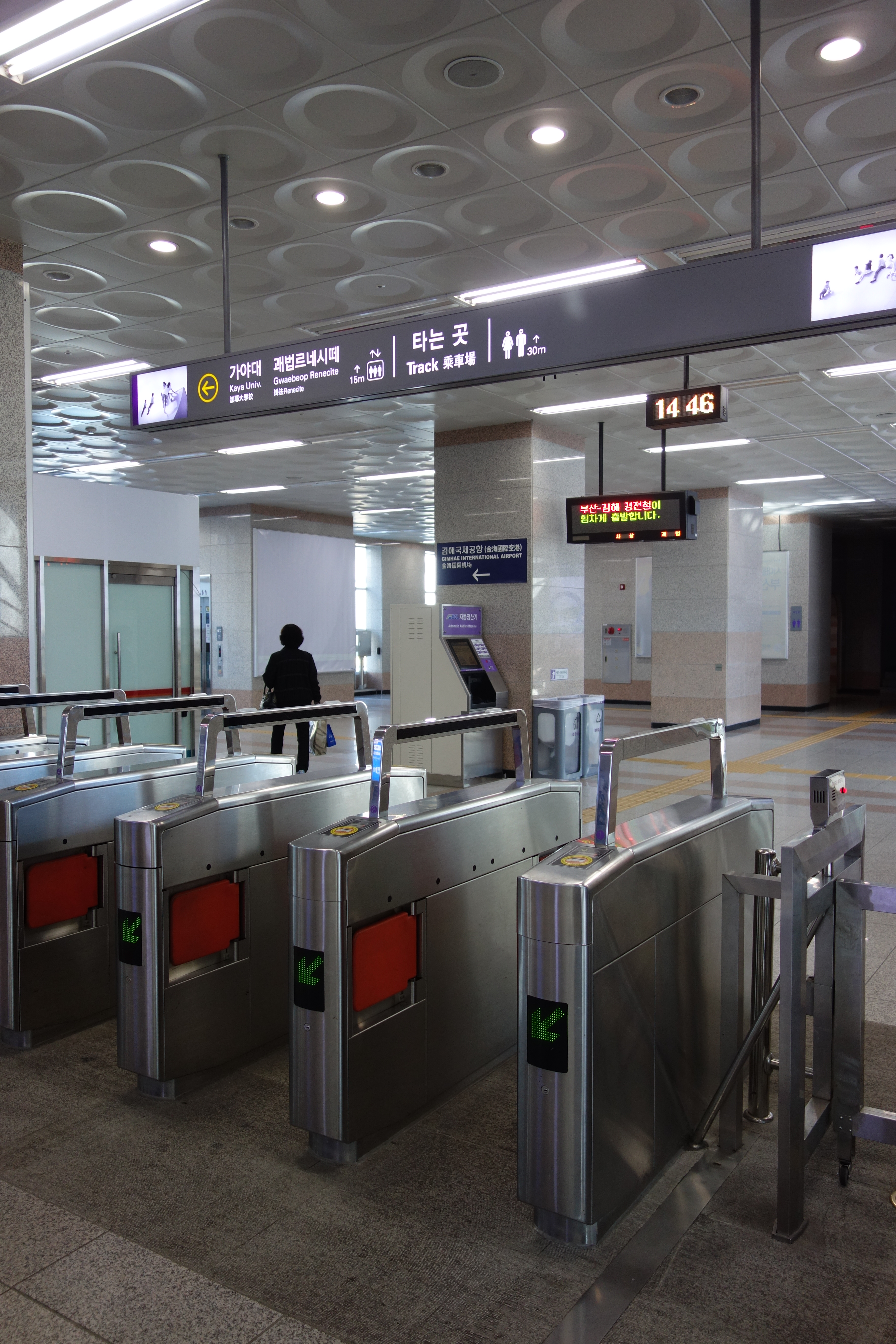
改札口（2013年11月）
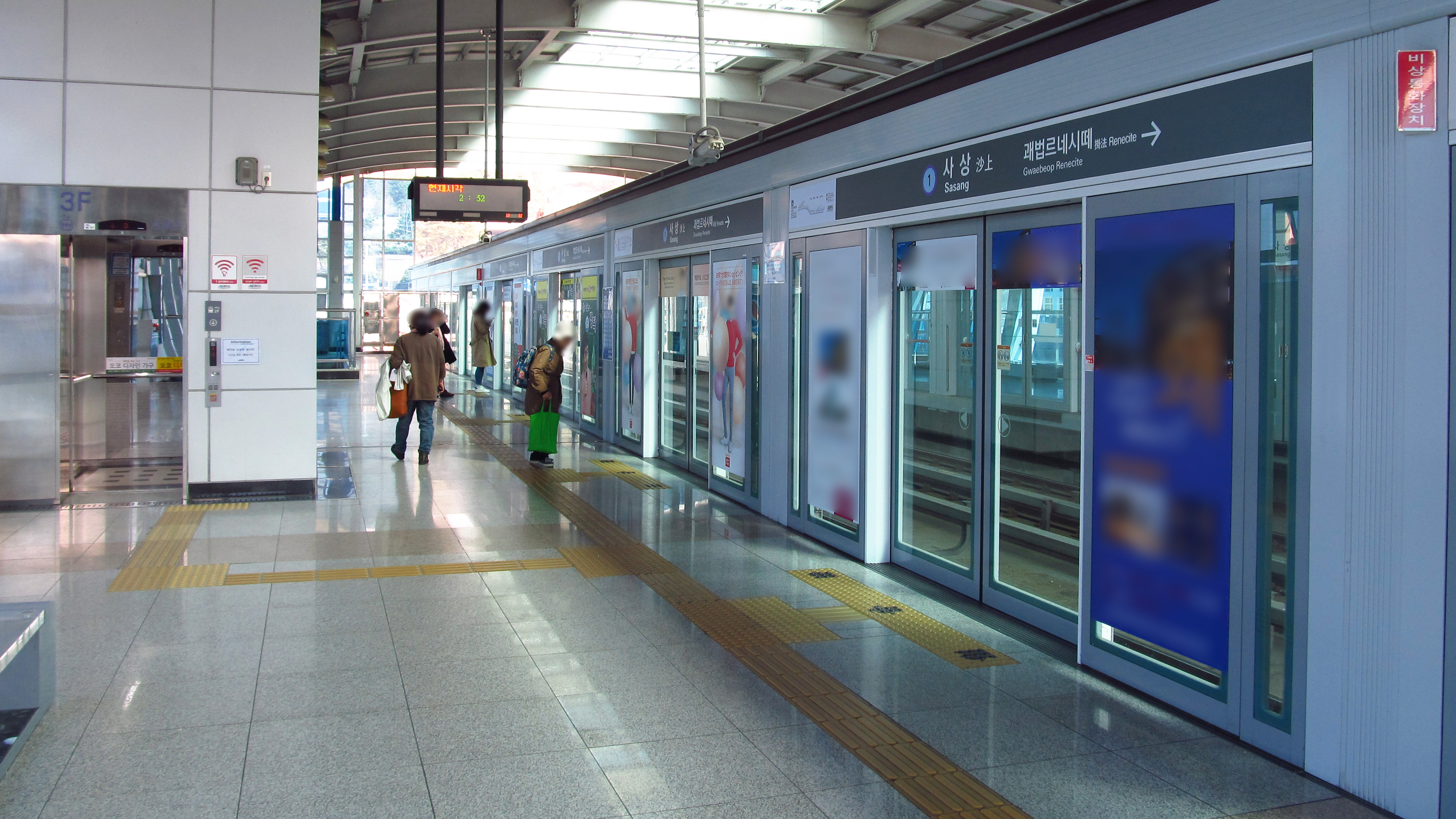
下りホーム（2018年3月）

| 上り | 2号線 | 萇山方面 |
| 下り | 2号線 | 梁山方面 |

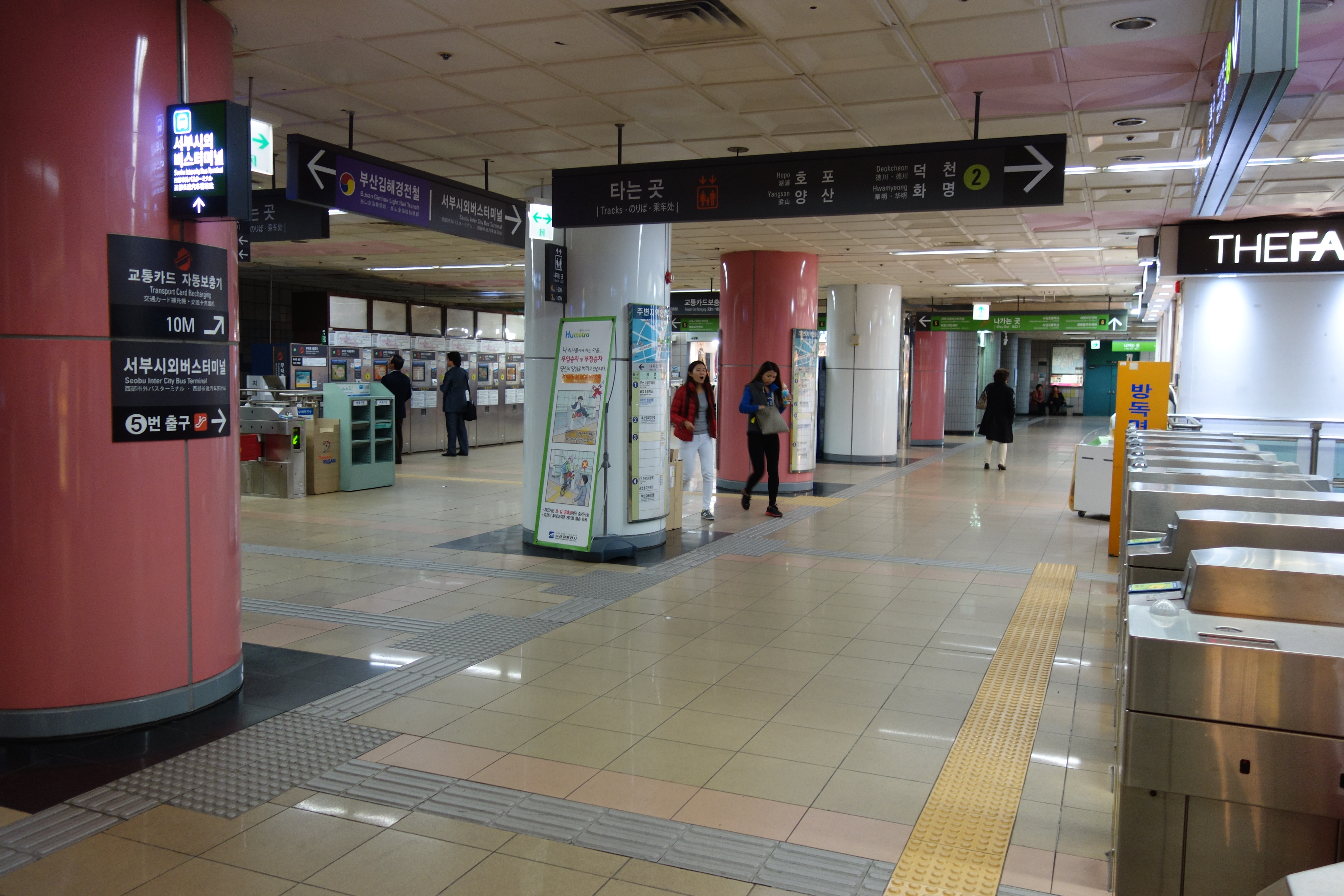
コンコース（2013年11月）
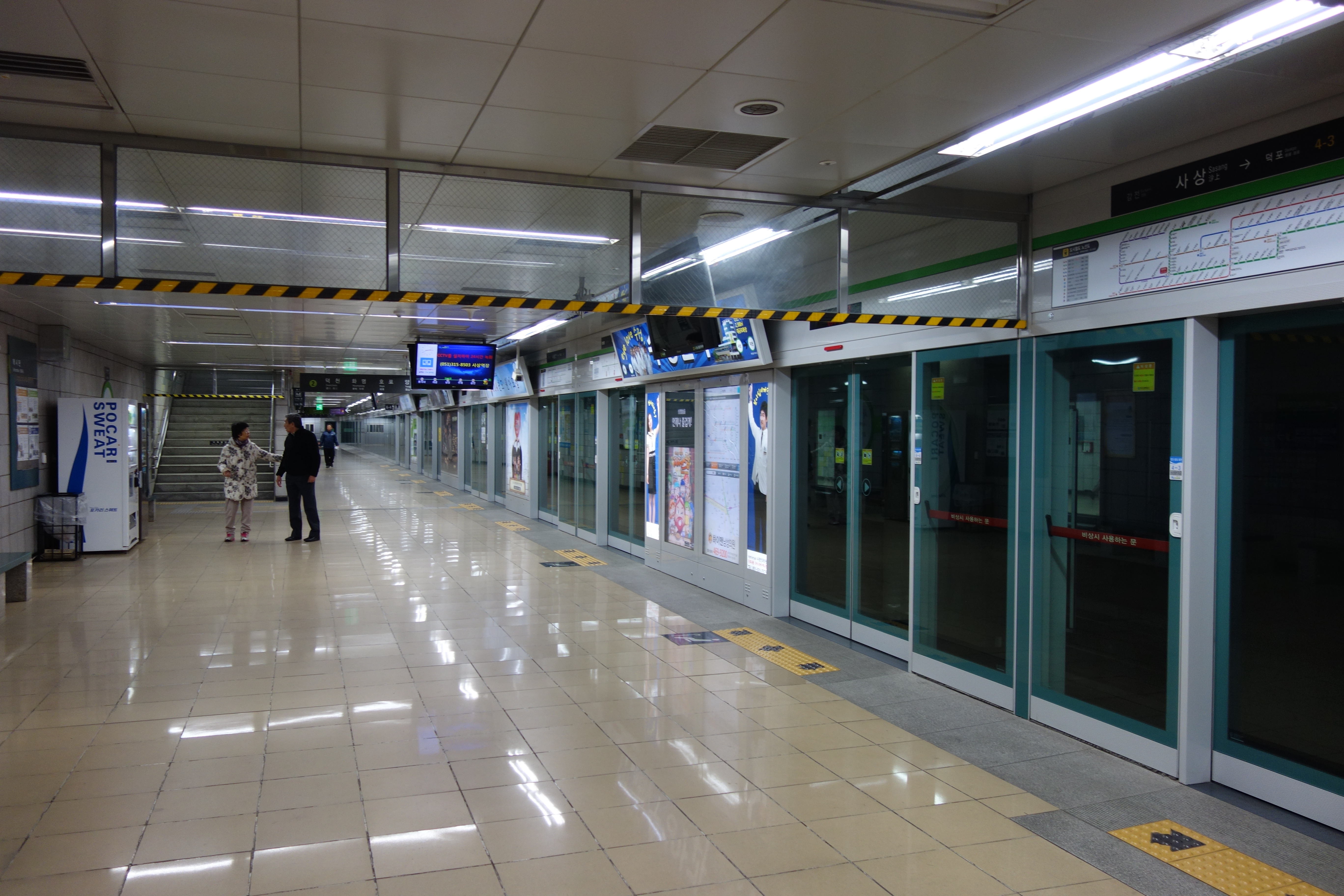
下りホーム（2013年11月）
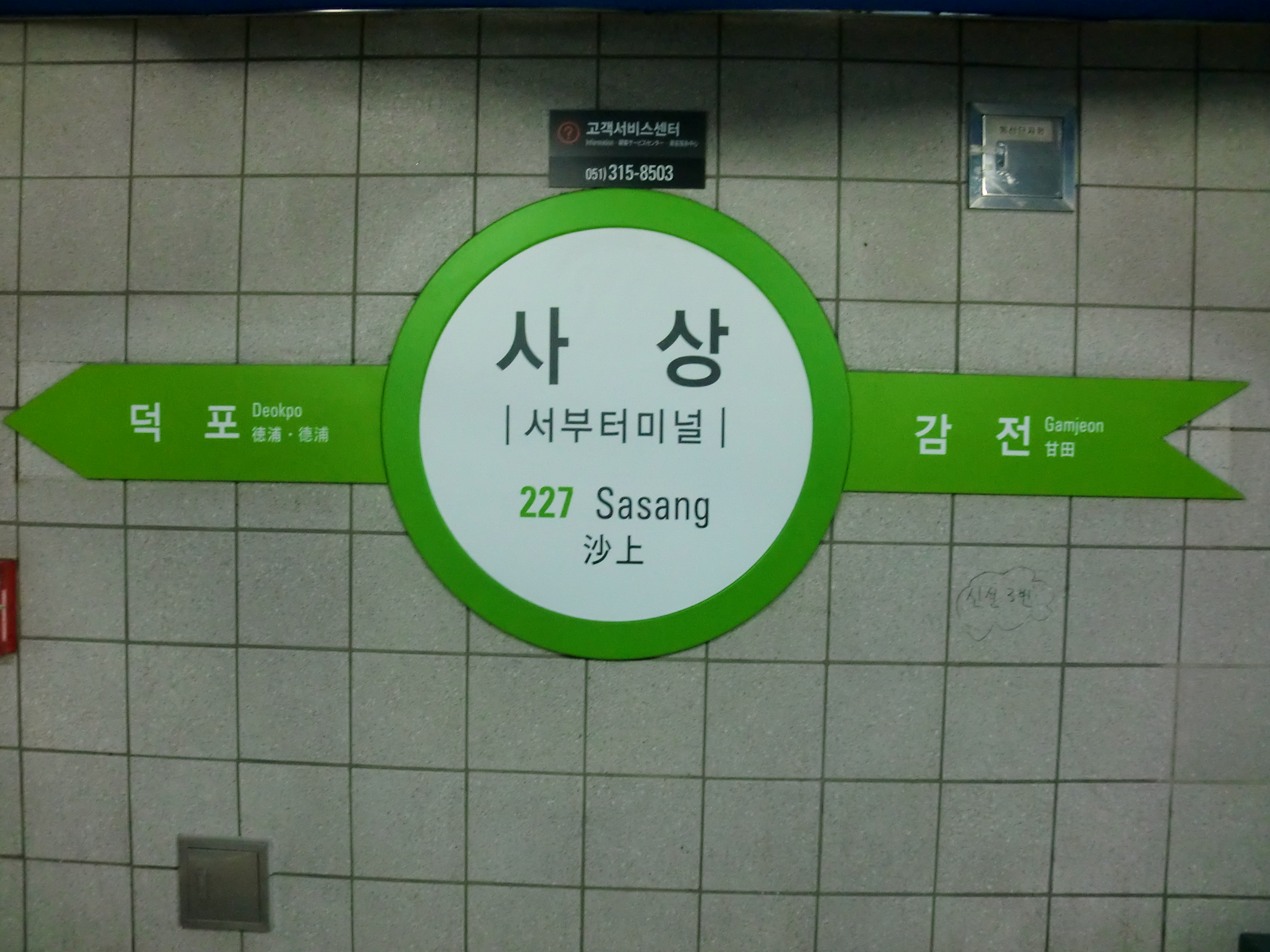
駅名標

### 釜山-金海軽電鉄
相対式ホーム2面2線の高架駅で、フルスクリーンタイプのホームドアが設置されている。

#### のりば
| 上り | 釜山-金海軽電鉄 | 降車専用   |
| 下り | 釜山-金海軽電鉄 | 加耶大方面 |

- 改札口（2013年11月）
- 下りホーム（2018年3月）

## 利用状況
近年の一日平均乗車人員推移は下記の通り。
| 路線            | 乗降人員 | 乗降人員 | 乗降人員 | 乗降人員 | 乗降人員 | 乗降人員 | 乗降人員 | 乗降人員 | 乗降人員 | 乗降人員 | 乗降人員 | 乗降人員 | 乗降人員 | 乗降人員 | 乗降人員 | 注 釈 |
| 路線            | 2002年   | 2003年   | 2004年   | 2005年   | 2006年   | 2007年   | 2008年   | 2009年   | 2010年   | 2011年   | 2012年   | 2013年   | 2014年   | 2015年   | 2016年   | 注 釈 |
| --------------- | -------- | -------- | -------- | -------- | -------- | -------- | -------- | -------- | -------- | -------- | -------- | -------- | -------- | -------- | -------- | ----- |
| 2号線           | 16468    | 16078    | 15678    | 15801    | 14851    | 13754    | 15048    | 15078    | 15625    | 18107    | 21408    | 22584    | 23380    | 23796    |          | [ 2 ] |
| 釜山-金海軽電鉄 | 未開通   | 未開通   | 未開通   | 未開通   | 未開通   | 未開通   | 未開通   | 未開通   | 未開通   | 5612     | 6501     | 7458     | ?        | ?        | ?        |       |

## 駅周辺
- 韓国鉄道公社沙上駅
- 釜山西部バスターミナル
- 釜山沙上警察署掛法治安センター
- 掛法初等学校（朝鮮語版）
- 西甘初等学校（朝鮮語版）
- 新羅大学校
- 釜山沙上郵便局
- 国民銀行沙上駅支店
- イーマート沙上店
- 全北銀行釜山外国人ラウンジ
- 沙上高等学校（朝鮮語版）

## 隣の駅
釜山交通公社
 2号線
甘田駅 (226) - 沙上駅 (227) - 徳浦駅 (228)
釜山-金海軽電鉄
 釜山-金海軽電鉄
沙上駅 (1) - 掛法ルネシテ駅 (2)